# Solidity
Solidity е обектно ориентиран език за програмиране на самоизпълняващи се договори за платформата Ethereum.

## История
Езикът е предложен през август 2014 г. от Gavin Wood, а впоследствие получава развитие под ръководството на Christian Reitwiessner от екипа на Solidity като част от проекта Ethereum. Това е един от четирите езика (сред Serpent, LLL и Mutan), предназначен да преобразува в машинен код виртуалната машина Ethereum. Разпространява се с появата на технологията на блокчейн, по-специално в изграждането на интелигентни договори в мрежата на Ethereum.

## Описание
Статически типизиран език за програмиране, подобен на JavaScript, предназначен за разработване на самоизпълняващи се договори, които се изпълняват на виртуалната машина Ethereum (EVM). Програмите се превеждат в машинен код на EVM. Позволява на разработчиците да създават автономни приложения, съдържащи бизнес логика, водещи до неотменяеми трансакционни блокчейн записи.
Използването на Wood на синтаксиса ECMAScript трябва да помогне за приемането на езика от уеб разработчиците. Въпреки това, за разлика от ECMAScript, езикът е получил статично типизиране на променливи и динамични типове връщане. В сравнение с езиците Serpent и Mutan, компилирани в един и същ машинен код, езикът има важни разлики. Поддържат се сложни променливи на договора, включително произволни картографирания и структури. Договорите поддържат наследяване, включително множествена и C3 линеаризация. Поддържа се двоичен интерфейс за програмиране (ABI), който има много безопасни за типа функции във всеки договор (по-късно се появи и в Serpent). Посочена е система за документиране на кода за обяснение от потребителя на последователността на обажданията, наречена Ethereum Natural Specification Format. Договорите се декларират в Solidity вместо обичайните класове. Има библиотеки за писане на интелигентни договори като: Open Zeppelin, Truffle. Библиотеките позволяват да се създаде собствена монета (токен) въз основа на готови шаблони, с всички спецификации (ERC20) и проверки за сигурност (библиотека safemath).
Договорите в Solidity могат да се наследяват един от друг. Това означава, че функциите и променливите на договора, от който се наследява, ще бъдат налични в договора, който наследява. В Solidity подобно на C ++ има множествено наследяване. 
```
contract
 
StandardToken
 
is
 
ERC20
,
 
BasicToken
 
{

  
mapping
 
(
address
 
=>
 
mapping
 
(
address
 
=>
 
uint256
))
 
allowed
;

//

}

contract
 
MintableToken
 
is
 
StandardToken
,
 
Ownable
 
{

  
event
 
Mint
(
address
 
indexed
 
to
,
 
uint256
 
amount
);

  
event
 
MintFinished
();

  
bool
 
public
 
mintingFinished
 
=
 
false
;

  
modifier
 
canMint
()
 
{

    
require
(
!
mintingFinished
);

    
_
;

  
}

//  

}

```

Пример на програма на езика Solidity
contract GavCoin
{
  mapping(address=>uint) balances;
  uint constant totalCoins = 100000000000;

  /// Endows creator of contract with 1m GAV.
  function GavCoin(){
      balances[msg.sender] = totalCoins;
  }

  /// Send $((valueInmGAV / 1000).fixed(0,3)) GAV from the account of $(message.caller.address()), to an account accessible only by $(to.address()).
  function send(address to, uint256 valueInmGAV) {
    if (balances[msg.sender] >= valueInmGAV) {
      balances[to] += valueInmGAV;
      balances[msg.sender] -= valueInmGAV;
    }
  }

  /// getter function for the balance
  function balance(address who) constant returns (uint256 balanceInmGAV) {
    balanceInmGAV = balances[who];
  }

};